# 케뱅 가메이로
케뱅 가메이로(프랑스어: Kévin Gameiro, 1987년 5월 9일 ~ )는 프랑스의 축구 선수이다. 포지션은 스트라이커이다. 현재 RC 스트라스부르에서 뛰고 있다.
2004년 프로 팀 RC 스트라스부르에 입단했으며, 2004-05 시즌에 데뷔해 UEFA 컵에도 참가했다. 세 시즌 후 2008년 FC 로리앙으로 이적했고, FC 로리앙은 그의 도움에 힘입어 2009-10 시즌에 팀 역사상 리그 1 최고 순위인 7위를 기록했다. 2011년 파리 생제르맹 FC로 이적했다. 그 팀에서 두 시즌간 활약 후 세비야 FC로 이적했다. 이적 첫 시즌 가메이로는 리그 11골을 기록하며 맹활약 중이다.

## 클럽 경력

### RC 스트라스부르
가메이로는 그가 살던 지역에서 멀지 않은 곳에 위치한 청소년 클럽들에서 뛰다가 2004년 RC 스트라스부르에 입단했다. 가메이로는 2005년 9월 10일 파리 생제르맹 FC전에서 데뷔했고, 팀은 0-1로 패했다. 2005년 12월 14일에는 UEFA 컵 데뷔 경기인 FK 츠르베나 즈베즈다전에 0-2로 지고 있는 상황에 교체 출전했는데, 두 골을 넣으며 무승부를 이끌었고, RC 스트라스부르는 조별 예선을 통과했다. 2006년 2월 4일에는 RC 랑스전에 출전해 첫 리그 1 득점을 기록했다. 그러나 무릎 부상을 잎어 6개월 동안 경기를 뛸 수 없게 되었고, 팀은 리그 2로 강등당했다.
가메이로는 2006년 9월 19일 쿠프 드 라 리그 경기인 AJ 오세르 전에서 복귀했다. 팀은 리그 2 3위를 기록해 승격을 확정지었다. 2007-08 시즌 가메이로는 처음으로 풀 시즌을 소화했으며, 총 36경기에서 6골을 넣었다. 그러나 2004-05 시즌에 팀은 다시 리그 2로 강등당했고, 가메이로는 이적을 추진하게 됐다.

### FC 로리앙
올랭피크 마르세유가 가메이로에게 강한 관심을 보였지만, 2008년 6월 17일 가메이로는 300만 유로의 이적료로 FC 로리앙과 4년 계약을 맺었다. 가메이로의 등번호는 9번이었고, 팀의 핵심 공격수로 자리잡았다. 2008년 8월 9일 르망 FC전에서 FC 로리앙 데뷔전을 가졌으며, 2주 뒤 발랑시엔 FC전에서 첫 득점을 기록했다. 가메이로는 총 39경기에 나와 13골을 넣었으며, FC 로리앙은 팀 역사상 리그 1 최고 순위와 동률인 10위를 기록했다.
가메이로는 2009년 8월 8일 2009-10 시즌 첫 경기인 릴 OSC전에서 득점을 기록했다. 10월 28일 그르노블 푸트 38전에서 추가시간에 동점골을 넣으며 2-2 무승부에 기여했고, FC 로리앙은 5위로 올라섰다. 그는 계속해서 득점을 올렸고, 많은 분석가들은 가메이로를 프랑스 축구 국가대표팀에 뽑아야 한다고 말했다. 그러나 3월 3일 스페인과의 친선 경기 전에 부상으로 인해 국가대표팀에 선발될 수는 없었다. 2009-10 시즌에 FC 로리앙은 팀 역사상 리그 1 최고 순위인 7위를 기록했다.
2011년 1월 가메이로는 여러 이적 소문의 주인공이 됐고, 1월 4일 발렌시아 CF와 계약에 합의했다는 소문이 떠돌았다. 그러나 소문에도 불구하고 FC 로리앙 회장 르와 페리는 발렌시아 CF가 이적료를 제의한 적이 없다고 말했다. 한달 뒤 프랑스 언론들은 FC 로리앙이 보르도의 이적 제안을 받아들였다고 보도했지만, 보르도의 관계자는 가메이로가 발렌시아 CF에서 뛰기를 바란다고 말했다. 결국 가메이로는 FC 로리앙에 남았다.
무성한 이적 소문에도 불구하고 가메이로는 계속해서 골을 넣었다. 2011년 2월 19일 보르도 전에서는 해트트릭을 기록하며 팀의 5-1 승리를 견인했다.

### 파리 생제르맹 FC
2011년 6월 10일 언론은 파리 생제르맹 FC가 가메이로의 이적에 대해 FC 로리앙과 합의했다고 보도했다. 이틀 뒤 메디컬 테스트를 통과한 후 1100만 유로의 이적료로 파리 생제르맹 FC로 이적했다. 가메이로는 2011년 8월 6일 FC 로리앙 전에서 팀 데뷔 경기를 가졌고, 0-1로 졌다. 일주일 뒤 스타드 렌 FC 전에서는 데뷔골을 넣었다.

### 세비야 FC
2013년 7월 25일, 1000만 유로의 이적료로 스페인의 세비야 FC로 이적했다.
2014년 4월까지 가메이로는 리그 31경기 11골을 기록중이다.

## 수상 경력

### 클럽
- 파리 생제르맹 FC (2011 ~ 2013)

```
 리그 1 : 2012-13
```

- 세비야 FC (2013 ~ 2016)

```
 UEFA 유로파 리그 : 2013-14 , 2014-15 , 2015-16
```

- 아틀레티코 마드리드 (2016 ~ 2018)

```
 UEFA 유로파 리그 : 2017-18
```

- 발렌시아 CF (2018 ~ )

```
 코파 델 레이 : 2018-19
```

### 개인
- UEFA 유로파 리그 시즌의 스쿼드 : 2015-16

## 국가대표팀 경력
가메이로는 프랑스 U-18, 프랑스 U-20, 프랑스 U-21 대표팀을 거쳤다. 가메이로는 포르투갈계 프랑스인이기 때문에 포르투갈 축구 국가대표팀으로 뛸 수도 있었고, 2009년 포르투갈 감독 카를루스 케이루스는 가메이로를 국가대표팀으로 발탁하고 싶다고 밝혔다. 그러나 가메이로는 자신과 포르투갈은 별다른 관계가 없으며, 프랑스 축구 국가대표팀으로 뛰고 싶다고 말했다.
가메이로는 2010년 8월 UEFA 유로 2012 예선에서 프랑스 축구 국가대표팀으로 뽑혔고, 벨라루스전에서 데뷔했다. 6월 6일 우크라이나와의 친선 경기에서 국가대표팀 첫 골을 기록하며 4-1 승리에 기여했다.